# Лембрассак
Лембрасса́к (фр. Limbrassac) — коммуна во Франции, находится в регионе Юг — Пиренеи. Департамент коммуны — Арьеж. Входит в состав кантона Мирпуа. Округ коммуны — Сен-Жирон.
Код INSEE коммуны — 09169.

## Население
Население коммуны на 2008 год составляло 113 человек.
| 1962 | 1968 | 1975 | 1982 | 1990 | 1999 | 2008 |
| ---- | ---- | ---- | ---- | ---- | ---- | ---- |
| 49   | 63   | 60   | 80   | 80   | 98   | 113  |

## Экономика
В 2007 году среди 71 человека в трудоспособном возрасте (15—64 лет) 52 были экономически активными, 19 — неактивными (показатель активности — 73,2 %, в 1999 году было 70,8 %). Из 52 активных работали 42 человека (24 мужчины и 18 женщин), безработных было 10 (7 мужчин и 3 женщины). Среди 19 неактивных 3 человека были учениками или студентами, 10 — пенсионерами, 6 были неактивными по другим причинам.